# Leptoneta arquata
Leptoneta arquata là một loài nhện trong họ Leptonetidae.
Loài này thuộc chi Leptoneta. Leptoneta arquata được miêu tả năm 1991 bởi D. X. Song & Kim.